# Central Chess Club
Central Chess Club – szkocki klub szachowy z siedzibą w Glasgow, trzykrotny zdobywca Richardson Cup.

## Historia
W pierwotnej postaci klub powstał w 1865 roku przy Glasgow Central Working Men's Club and Institute, gdzie mieściła się czytelnia i miejsce do gier (m.in. szachów i warcabów). Klub, znany jako Central Club, organizował turnieje i mecze towarzyskie, m.in. remisując z Glasgow Chess Club w 1885 roku. Z powodu powstania konkurencyjnych klubów i problemów lokalowych klub ten upadł w lutym 1891 roku. Już w marcu w jego miejsce utworzono Central Chess Club of Glasgow, który m.in. organizował symultany z udziałem Johna Chambersa i Williama Jonasa. Rozgrywano także mecze towarzyskie, pokonując w 1894 roku Dundee Chess Club i Glasgow Chess Club (dwukrotnie). Pod koniec XIX wieku ten klub również upadł.
Trzecie wcielenie klubu zostało powołane do istnienia w 1903 roku, kiedy to powstały przy Cabin Tea Rooms Cabin Chess Club zmienił nazwę na Central Chess Club. Pierwszym mistrzem klubowym został Andrew Jackson. W 1906 roku klub zdobył Spens Cup, pokonując w finale Aberdeen Chess Club. W 1910 roku zespół przegrał w finale pucharu z Dundee CHess Club, a dwa lata później wygrał puchar po raz drugi, pokonując w finale Scottish Ladies Chess Association. W latach 1913–1914 zespół wygrał pierwszą dywizję ligi Glasgow, a w 1914 roku zdobył Richardson Cup, wygrywając w finale z Glasgow Chess Club 4:3. Po I wojnie światowej klub wygrał pierwszą dywizję ligi Glasgow w latach 1920–1921, 1924–1927 i 1929. W 1923 roku gościnną symultanę w klubie rozegrał Aleksandr Alechin. W latach 1925 i 1929 zespół zdobył Richardson Cup, pokonując w obu finałach Glasgow, a w latach 1923, 1926 i 1933 był finalistą pucharu. Ponadto w 1932 roku wygrał Spens Cup. Rok później na olimpiadzie szachowej reprezentantem Szkocji był członek Central Chess Club, Dugald MacIsaac. W czasie II wojny światowej klub nie prowadził działalności, reaktywował się w 1946 roku. W latach 1949 i 1956 zdobył Spens Cup, a w latach 1955 i 1958 wygrał pierwszą dywizję Glasgow League. W 1962 roku z powodu malejącej liczby członków i wzrostu liczby konkurencyjnych klubów działacze Central Chess Club podjęli decyzję o rozwiązaniu klubu.